# Héricourt (Pas-de-Calais)
Héricourt ist eine französische Gemeinde mit 79 Einwohnern (Stand 1. Januar 2022) im Département Pas-de-Calais in der Region Hauts-de-France. Sie gehört zum Arrondissement Arras, zum Kanton Saint-Pol-sur-Ternoise und zum Gemeindeverband Ternois.

## Lage
Die Gemeinde Héricourt liegt im Artois auf einem Plateau zwischen den Flusstälern von Ternoise und Canche. 35 Kilometer ostsüdöstlich von Montreuil-sur-Mer. Nachbargemeinden von Héricourt sind Croisette im Nordosten, Flers im Süden, Blangerval-Blangermont im Südwesten sowie Guinecourt im Nordwesten.

## Bevölkerungsentwicklung
| Jahr                       | 1962 | 1968 | 1975 | 1982 | 1990 | 1999 | 2006 | 2015 | 2022 |
| -------------------------- | ---- | ---- | ---- | ---- | ---- | ---- | ---- | ---- | ---- |
| Einwohner                  | 105  | 100  | 85   | 102  | 100  | 98   | 103  | 98   | 79   |
| Quellen: Cassini und INSEE |      |      |      |      |      |      |      |      |      |

## Sehenswürdigkeiten

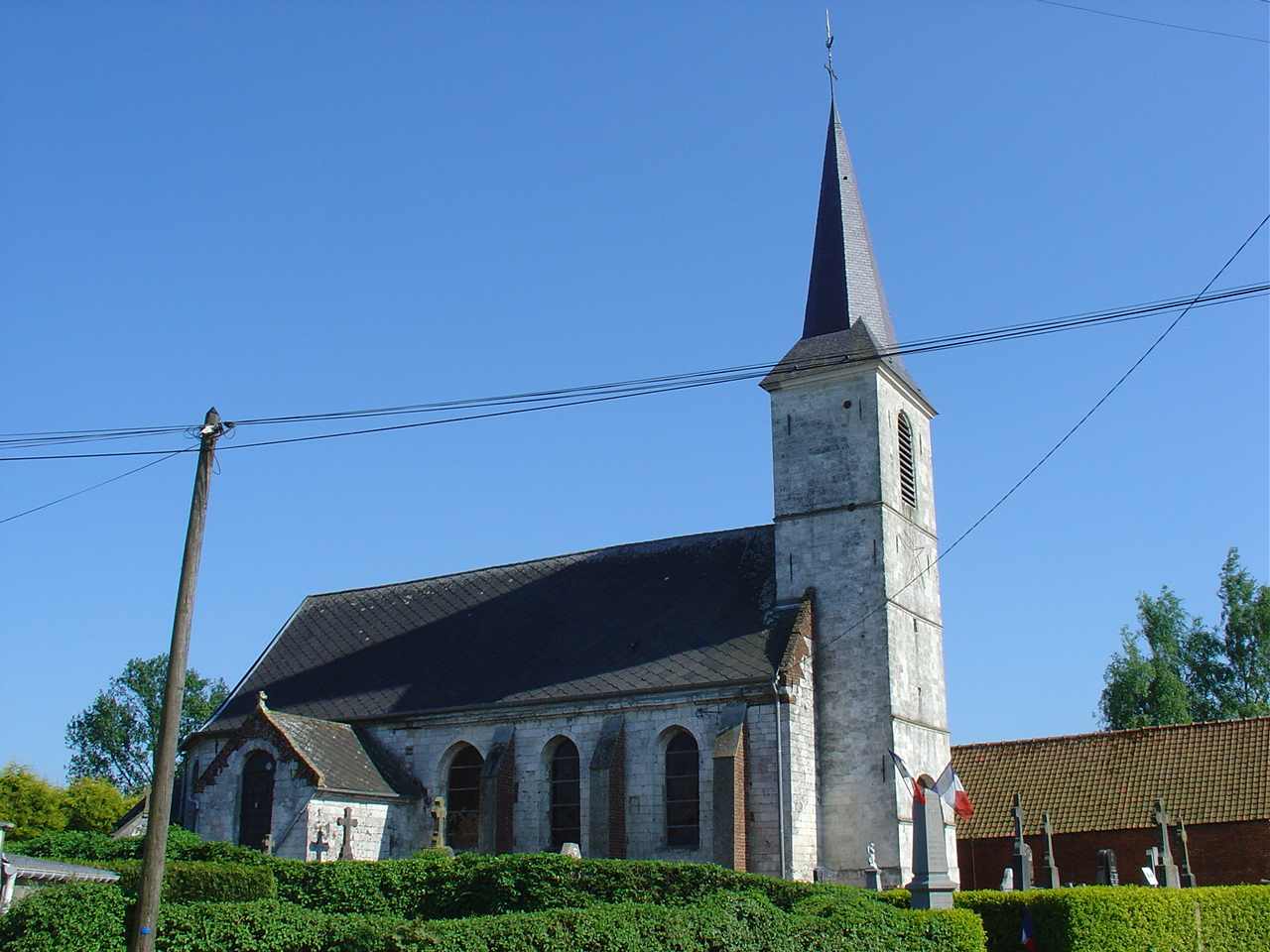
Kirche Saint-Léger
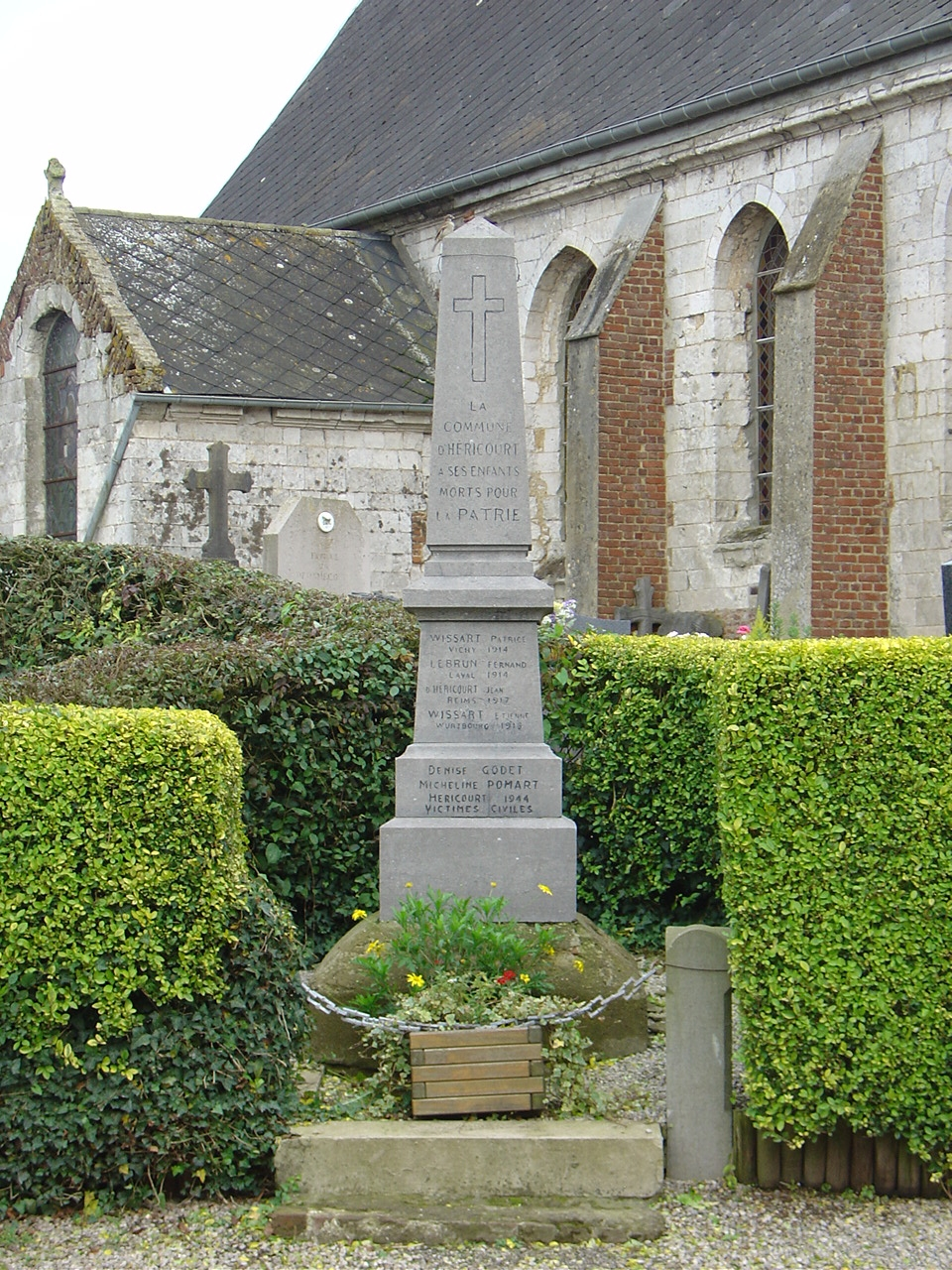
Gefallenendenkmal

- Kirche Saint-Léger
- Gefallenendenkmal